# Annales Fuldenses

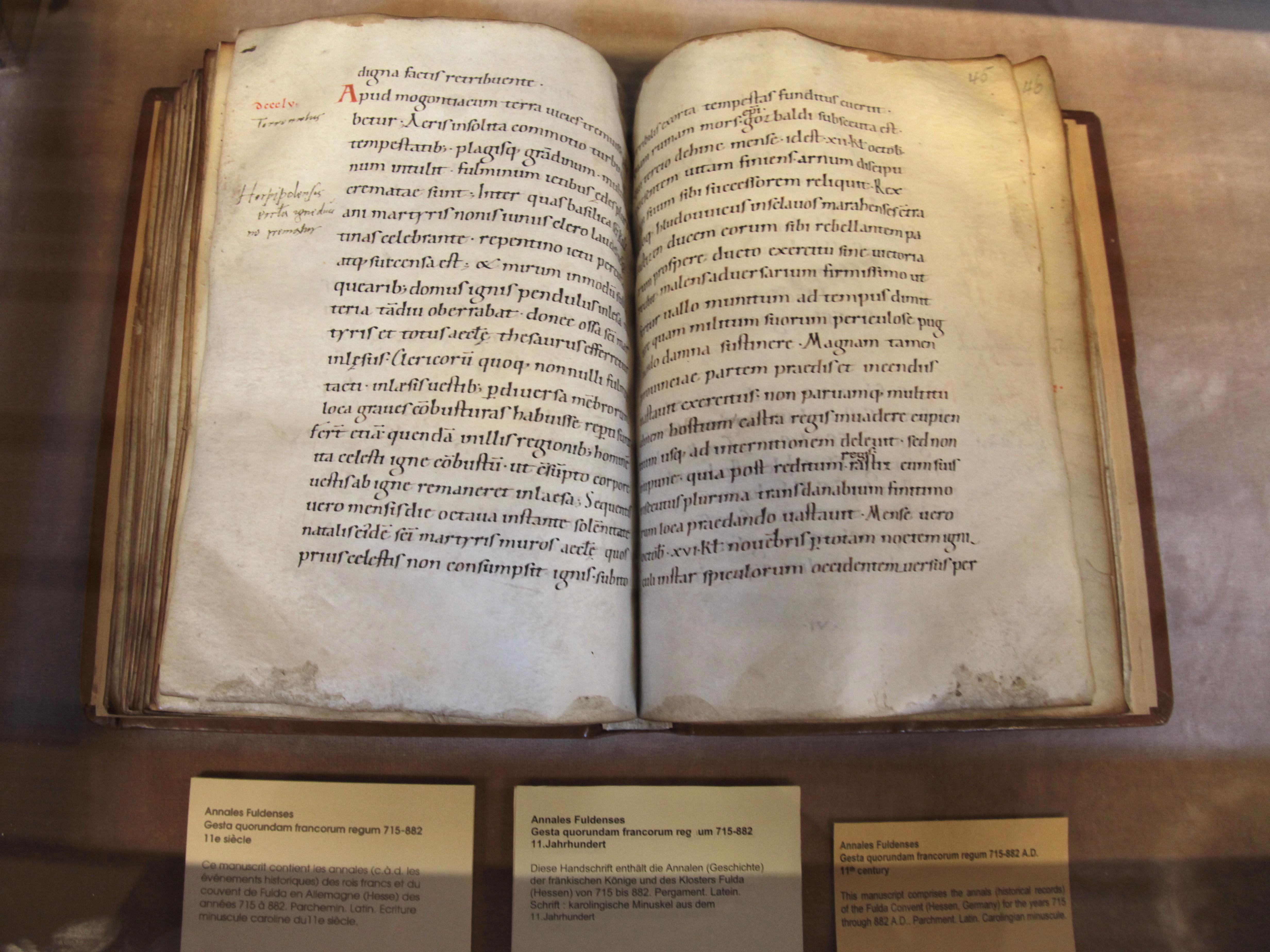
11e-eeuws Karolingische minuskel kopie van de Annales Fuldenses in de Humanistische Bibliotheek van Sélestat

De Annales Fuldenses zijn Frankische annalen over de periode 840 tot 901 uit de abdij van Fulda. Ze zijn samengesteld door meerdere schrijvers.
Deze annalen vormen een voortzetting van de Annales Regni Francorum voor het Oostfrankische rijk. Ze kunnen worden onderverdeeld in drie delen. Het eerste deel omvat de periode 714 tot 838 en is samengesteld door Einhard.
Het tweede deel bestrijkt de periode 838 tot 864. Dit deel werd geschreven door Rudolf van Fulda. Het derde deel, 864 tot 882, is van de hand van Meinhard.
Na 882 worden de annalen in twee versies voortgezet: de Mainzer voortzetting en de Beierse voortzetting.
Net als de andere annalen uit deze tijd vormen ze een belangrijke historische bron, die echter niet objectief is, aangezien ze werden geschreven vanuit het standpunt van de heersende vorsten ofwel de samenstellers.

## Uitgaves en vertalingen
- (la)  G.H. Pertz (ed.), Monumenta Germaniae Historica, Scriptores I, Hannover, 1826, pp. 337-415. (inleiding, uitgave en voortzettingen)
- (la)  R. Rau, Quellen zur karolingischen Reichgeschichte, III, Darmstadt, 1960, pp. 19-177.
- (en)  T. Reuter, The Annals of Fulda, Manchester Medieval Sources Series, Ninth-Century Histories, 2, Manchester, 1992.